# Ekboarmia
Ekboarmia là một chi bướm đêm thuộc họ Geometridae.

## Các loài
- Ekboarmia atlanticaria (Staudinger, 1859)
- Ekboarmia sagnesi Dufay, 1979